# Чолак-Антићи
Чолак-Антићи воде порекло од војводе крушевачке кнежине крушевачке нахије и града Крушевца Чолак-Анте Симеоновића, родом из Призрена, Косово и Метохија, Стара Србија. Породична крсна слава је Аранђеловдан - Св. Архангел Михаило. Чолак-Анта је прозван „чолак“ након рањавања у руку која је остала непокретна, а у време када је око 1800. почео да живи у Београду, звали су га Узун-Анта јер је био високог раста. Чолак-Антини унуци су пуковник Илија Чолак-Антић, командант Ибарске војске (1876) и војни изасланик у Бечу, потпуковник Лазар Чолак-Антић, командант Моравске дивизије (1877) и коњички пуковник Миливоје Чолак-Антић, праунуци дивизијски генерал Војин Чолак-Антић, др Бошко Чолак-Антић, маршал краљевог двора и посланик (амбасадор) и генералштабни потпуковник Михаило Наумовић, краљев ађутант, чукун-унуци коњички мајор Илија Чолак-Антић, коњички мајор Груја Чолак-Антић, коњички потпуковник Петар Чолак-Антић, коњички капетан Александар Наумовић (погинуо 1915. код Врања), потпоручник Боривоје Наумовић (погинуо 1916) и поручник Миливоје Наумовић, добровољац у четницима (рањен 17 пута), гардијски капетан Вељко Петровић, гардијски капетан Владета Петровић, сан. поручник др Војин Петровић и др. Снахе војводе Чолак-Анте и његових потомака су Јованка Чолак-Антић, кћерка капетана пожешке кнежине Јована Митровића Демира, стрица војводе Вула Хаџића и сестре војводе и кнеза Максима Рашковића, Јелена Чолак-Антић, кћерка др Димитрија Матића, министра просвете, Марија Чолак-Антић, кћерка генерала Саве Грујића (7 пута председника владе) и унука војводе Вула Илића Коларца. Зетови Чолак-Анте и његових потомака су коњички пуковник Јован Наумовић, Илија Вукићевић, књижевник, сан. пуковник Миливоје Петровић, артиљеријски бригадни генерал Милан А. Ђорђевић, Владислав Ф. Рибникар, оснивач Политике, (као рез. капетан погинуо 1914), Константин Цукић, дипломата и др. Пореклом од војводе Чолак Анте су и Милица Милка Рибникар, рођ. Чолак-Антић, која је одржала лист Политику, и академик Љубица Марић, сликарка и композитор. Из породице Чолак-Антић је и Ана Чолак-Антић - Шејка (рођ. Симић), која је оставила као донацију збирку слика свог мужа сликара Леонида Шејке.
Војвода крушевачке кнежине крушевачке нахије и града Крушевца Чолак Анта Симеоновић, родом је из Призрена, Косово и Метохија, Стара Србија. Из више извора говори се да је Чолак-Анта из „знатне породице“, „племић“. Да је пореклом од Васојевића тврди савременик Тома Милиновић Морињанин, војвода и заповедник Карађорђеве артиљерије.
Војвода крушевачке кнежине крушевачке нахије и града Крушевца Чолак Анта Симеоновић, родом из Призрена живео је пре 1804. у Београду. Пред почетак Првог српског устанка 1804, Антоније - Анта Симеоновић (Симоновић, Сименуновић), послом је отишао у Призрен, где се видео и са породицом. Уочи поласка београдске дахије наручиле су од њега да им купи у Призрену оружје и донесе у Београд. Из Призрена Анта је понео ћурчијску робу (крзну одећу) и „седам товара“ пушака и пиштоља. У време његовог повратка у Београд већ је започео устанак, фебруара 1804, и код Карановца (Краљева), карановачки муселим (начелник МУП-а) Пљака, пошто је знао за оружје које је транспортовао Анта, пошаље неколико својих људи да отму оружје. Анта их је, међутим, дочекао са својом пратњом и одбио. После тога Анта Симеоновић је са оружјем и другом робом продужио у Тополу, где је оружје предао Карађорђу .
За време Првог српског устанка био је, од 1804. уз Карађорђа, одржавао је и везу са представницима црногорског владике Петра I Петровића Његоша и радио је на подизању устанка у Васојевићима 1809. Карађорђе је Анту Симеоновића унапредио за буљукбашу, па потом војводу (у Сјеници 1809), а касније 1811, за војводу крушевачког, са назначеним 31 селом под његовом управом.
Анта је 1806. код Остружнице извршио напад на једно турско одељење које је из Београда изашла. У сукобу на коњима турски заповедник напао је Анту сабљом, али га је Анта ранио из пиштоља. Међутим, кад је дошао до Анте турски старешина био је још увек жив и сабљом је хтео по глави да удари Анту, који се послужио пиштољем да се одбрани од ударца сабље. Анта је био леворук и левом руком се пиштољем одбранио од сабље, али га је сабља ипак теже ранила засекавши му зглоб леве руке до пола. Од ране се излечио, али је остао сакат у руку, којом је ипак могао да се служи оружјем. Због те рањене руке прозван је „чолак“ (сакат), Чолак-Анта.
Постављен је 1811. за војводу крушевачке кнежине крушевачке нахије и града Крушевца. После 1813. борави у Русији у Бесарабији у Хотину, где је отишао 1814. Петроварадинска генералкоманда 2. септембра 1814. издала је Чолак-Анти пасош (бр. 147) за пут у Русију са женом Јеленом, кћеркама Јованком, Анђом, Стеваном, сином Костом и служавком Станом Нешић. Путовали су из Варадина, преко Новог Сада, Темерина, Новог Бечеја (Рац Бечеј), Старог Бечеја (Турск Бечеј), Беодре, Кикинде, Комлоша и Рац Бечкерека до Темишвара, одакле 17. септембра, са осталим војводама скупљеним у Темишвару и њиховим породицама продуже преко Ердеља у Русију.
Његов син Константин је уписао у Први кадетски корпус у Петрограду у Русији по декрету цара Александра од 11. септембра 1821 (бр. 1289). У Србију се вратио 1830. По повратку у Србију био је окружни судија у Чачку, а 23. фебруара 1835. пензионисан је са пензијом од 140 талира. Живео је Крушевцу и Крагујевцу, где је умро 1853.
Војвода крушевачке кнежине крушевачке нахије и града Крушевца Чолак Анта Симеоновић, родом из Призрена, Косово и Метохија, Стара Србија. Са првом женом Јеленом имао је сина Косту и девет кћерки.
Константин Коста Чолак-Антић, члан нахијског суда у Чачку (од 1835) и суда у Крушевцу (од 1843), завршио је кадетску школу у Русији. Оженио се Јованком Митровић кћерком обер-капетана пожешко-ужичке пехоте (пешадије) Јована Митровића Демира (1756-1852) и сестричином старовлашког кнеза и војводе Максима Рашковића из најстарије породице обор-кнезова Рашковића.
Отац Јованке Чолак-Антић, рођ. Митровић је капетан пожешке кнежине Јован Митровић Демир (1756—1852), члан ужичког окружног суда, родом је из Лисине из Пиве из Старе Херцеговине. Старије презиме му је Аџић, а пре тога, према предању Зечевић. Пре Првог српског устанка био је хајдук на Романији. Због јунаштва добио је надимак „демир“, односно „гвоздени“ (на турском). Постављен је за обер-капетана пожешко-ужичке пехоте (пешадије) 1811. Касније био је члан окружног суда у Ужицу, а живео је Дражиновићима, где је и сахрањен. Син његовог братанца Јока Аџића је војвода Вуле Хаџић, који је погинуо у Херцеговачком устанку 1875. године заједно са рођаком официром Дреком Хаџићем. Аџићи су досељеници из Метохије или са Косова који су дошли преко Бањана у Пиви, а матица им је Лисина у Пиви. Вула Аџића син је бригадир Јоко Вулов Аџић, који је са женом Маријом имао синове Вула Ј. Аџић је био официр војске Црне Горе који је погинуо 1911. године несрећним случајем (изјаве захвалности за саучешћа у Гласну Црногорца, 1. октобра 1911), Вукосава, Михаила, Василија, Божу и сестре Митру, Росанцу и Милицу.
Капетан пожешке кнежине Јован Митровић Демир ("Гвоздени") (1756-1852), био је ожењен сестром старовлашког кнеза и војводе Максима Рашковића из породице бератлијских кнезова Рашковића. Имали су синове Милоша Митровића, председник општине Дражиновићи и Андрију Митровића, чији су потомци узели презиме Демировић и кћерке од којих је једна била удата за Спасоја Ерчевића, члана ужичког окружног суда, а друга је Јованка Митровић удата за Косту Чолак-Антића, сина војводе Чолак Анте Симеоновића.
Преко Јованке Чолак-Антић, рођ. Митровић старија грана Чолак-Антића потиче од Рашковића.
Синови Косте и Јелене Чолак-Антић су артиљеријски пуковник Илија Чолак-Антић, артиљеријски потпуковник Лазар Чолак-Антић, Влајко Чолак-Антић и Љубомир Чолак-Антић, а кћерка Христина.

## Пуковник Илија К. Чолак-Антић (1836—1894)
Пуковник Илија К. Чолак-Антић родио се 4. јула 1836. у Чачку. Са дванаест година остао је без оба родитеља. Основну школу завршио је у Ужицу. По свршетку гимназије у Крагујевцу, уписао је 1851. Војну академију (Артиљеријску школу). Након свршетка војне академије, као државни питомац одлази на стручно усавршавање у Лијеж-Белгија, где остаје до 1858. Током 1859. био је професор Војне академије. У периоду од 1859—1872. ради на подизању техничког нивоа пушкарнице, као управник. Годину дана је провео у Министарству војном. Затим био је командант народне војске (Чачанске, Рудничке и Ужичке). У Српско-Турском рату 1876. био је командант Чачанске бригаде прве класе. У једном кратком периоду током 1876. постављен је био за команданта Ибарске војске заменивши рањеног генерала Заха. За ратне заслуге унапређен је у чин пуковника (1876). По завршетку Српско-Турског рата, био је више пута у иностранству (Беч, Париз) у вези уговарања и преузимања војне опреме. У периоду 1884—1885. био је војни изасланик у Бечу. У више наврата био је председник војне комисије у вези наоружања.
Одликован је за ратне заслуге таковским крстом и орденом кнеза Данила-орден Црне Горе којим га је обдарио кнез Црне Горе Никола. Умро је 12.10.1894. у Београду.
Пуковник Илија Чолак-Антић, син Косте Чолак-
Антића, унук крушевачког војводе Чолак Анте, старовлашког кнеза Максима Рашковића и капетана Јована Митровића Демира, био је ожењен Јеленом Матић, кћерком Димитрија Матића, др права, министра правде и професора Велике школе, иначе филозофа хегеловске оријентације.

### Порекло Јелене Чолак Антић, кћерке др Димитрија Матића
Матићи су пореклом из Рашке, прво су се доселили у Мачву у Црну Бару, да би касније прешли у Срем у Руму, где су из звали и Црнобарић, и где се Димитрије Матић родио. Његов отац Илија Матић је изгледа учествовао у ратовима против Наполеона на аустријској страни. Спасенија Матић, мајка Димитрија Матића је из породице Јовановић, кћерка Петра Јовановића, која се из Руме преселила Шабац. Његов ујак био је Илија Јовановић, а брат од ујака Владимир Јовановић, министар правде и отац Слободана Јовановића. Димитрије Матић је имао три брата Матеју Матића, чија кћерка је мајка композитора Милоја Милојевића (1884-1946), Ђорђа Матића (који је живео у Сремској Каменици) и капетана Стевана Матића, који је 1848. борећи се под командом Стеван Книћанин, против Мађара истакао се храброшћу када је запленио један топ, након чега је унапређен у капетана, али је том приликом рањен и касније је од последица рањавања умро у Београду. Брат од тетке Владимира Јовановића Димитрије Матић, др филозофије, министар правде и просвете и професор Велике школе, филозоф хегеловске оријентације имао је једног сина и две кћерке. Син Димитрија Матића био је санитетски пуковник др Стеван Матић (13.1. 1855 - 3.1. 1913), чији је унук погинуо на Сремском фронту. Димитрије Матић, поред кћерке Јелене Чолак-Антић имао је и кћерку Персиду удату за генерала Димитрија Ђурића (1838-1893), (Слава Св. Стефан), са којим је имала сина артиљеријског капетана Милана Ђурића (умро у Врању 30. марта 1911, супруга Савка кћерка Мари В. Митрићевић, кћи Марица М. Ђурић), пеш. поручника Велизара Д. Ђурића, Станиславу (?-1914) удату за сан. пуковника др Романа Сондермајера (њихови су синови пуковник Тадија Сондермајер, Станислав Сондермајер, Владимир и ћерка Јадвига), Драгицу удату за Владимира Шајновића трговца, Спасенију удату за пешадијског мајора Ђорђа Ристића, Велизара и Љубицу удату за пуковника Михаила Наумовића, па су на тај начин Чолак-Антићи и Наумовићи у двоструком сродству, јер је пуковник Михаило Наумовић, унук војводе Чолак-Анте.
Јелена Чолак-Антић, рођ. Матић, била је покровитељица болнице бр. 3. у Београду. „За ред, снабдевеност и невероватну чистоћу, дугује се госпођи Чолак-Антић, енергичној и образованој дами која припада најбиранијем друштву Београда“. (Никола Лазаро, италијански ратни новинар, фељтон: „Србија током рата 1876. године").
Пуковник Илија Чолак-Антић и Јелена Чолак-Антић, рођ. Матић, имали су два сина Бошка и Војина и кћерку Јованку.

### Др Бошко И. Чолак-Антић (1871—1949)
Др Бошко Чолак-Антић маршал краљевог двора, српски посланик у Софији и Стокхолму, југословенски посланик у Букурешту и др, родио се 21. августа 1871. у Крагујевцу. После завршетка гимназије одлази на студије права на Универзитету у Женеви, где 1894. постаје доктор правних наука. Након тога враћа се у отаџбину где ради у Министарствима финансија и иностраних послова. Од 1899. почиње његова дугогодишња дипломатска активност. Био је опуномоћени посланик и министар у многим европским престоницама. Током службовања у Букурешту, на званичном пријему у румунском двору, покренуо је са Др Момчилом Нинчићем питање удаје румунске принцезе Марије за Александра Првог Карађорђевића.
У младости Др Бошко Чолак-Антић показивао је интересовања за спорт — бициклизам и борилачке вештине. Тако 1885. после оснивања велосипедског друштва у Србији постаје њихов члан. 1899. са Дероком, Рибникаром и осталом друштвеном елитом тога времена, одлази у Загреб, па одатле бициклима одлазе у Далмацију.
Када је 1897. основано спортско друштво „СРПКИ МАЧ“, Др Бошко Чолак-Антић је изабран за потпредседника друштва у коме активно учествује. Важио је за изврсног познаваоца тог спорта. 1949. умро је у Београду. (коришћени материјали из разних енциклопедија).
Др Бошко Чолак-Антић је због једне увреде породице учествовао у једном двобоју., о коме у чланку под насловом Прави двобој извештава Политика, чији је главни и одговорни уредник Владислав Ф. Рибникар, био ожењен сестром од стрица Бошка Чолак-Антића: „Јуче тачно у 4 сата по подне био је на Бановом брду двобој између г. г. Бошка Чолак-Антића, маршала двора и Милана Павловића, одговорног уредника Опозиције. Опозиција је у свом 72. броју у белешки „Једно упоређење“ тврдила о пок. Илији Чолак-Антићу, пуковнику ствари у којима је г. Бошко Чолак-Антић нашао увреду за успомену на свог оца. Као најстарији син он је још истог дана у 3 часа по подне замолио г. Жив. Протића, инспектора мин. народне привреде и Бранка Јовановића коњичког мајора, да у његово име затраже сатисфакцију оружјем од г. Павловића. Сутрадан, 14. овог месеца, г. Павловић је одредио за своје сведоке г. г. Милана Дрндаревића и Александра Тодоровића, бивше коњичке потпоручнике. Сведоци су у највећој тајности држали две седнице: једну у хотел „Србији“, а другу у стану г. Ж. Протића. Резултат њиховог преговарања био је да двобој буде на пиштоље, на растојању од 20 корака, и да се пуца једаред. Састанак је био заказан за јуче у 4 сата по подне у кафани „Михајловац“. Јуче у 4 сата на заказано место стигао је први г. Чолак-Антић. Мало доцније дошао је г. Павловић, са својим сведоцима и лекаром др Штренгом. Најзад су дошли и сведоци г. Чолак-Антићеви с лекаром др Сондермајером. Одмах се отишло на одређено место више те кафане. Пиштоље који су својина г др Воје Вељковића, пунили су г. г. Бранко Јовановић и Дрндаревић. Пошто је покушај за измирење противника остао без успеха, то је измерено растојање између противника и испуњене су све остале формалности, које су правилима о двобоју прописане. Затим су противници стали на своја места и г. Бранко Јовановић командовао је: „Један !, два !, три ! На три оба противника испалише своје пиштоље. Оба противника остала су неповређена. У том смислу су сведоци направили протокол и тако сведоци једне и друге стране у приватним разговорима тврде. Међутим, синоћ се у вароши пронео глас да је г. Чолак-Антић рањен. Пријатељи и познаници г. Чолак-Антићеви демантују ту вест и тврде да је ствар свршена онако како је у протоколу записано. У сваком случају овај прави истински двобој разликује се од свију оних шегачења, која смо у Београду доживели за ових неколико последњих месеци Од почетка до краја све је ишло онако, како правила од двобоју прописују и како раде људи који одиста цене своју част више него свој живот“.

### Див. генерал Војин И. Чолак-Антић (1877—1945)
Дивизијски генерал Војин Чолак-Антић, био је ожењен Маријом Грујић кћерком генерала Саве Грујића, унука војводе Вула Илића Коларца и Милице Магазиновић.
Војин Чолак-Антић био је питомац 28. кл. Ниже школе Војне академије и 12. кл. Више школе Војне академије, на генералштабној припреми (1906—1909), државни питомац у Француској (1910-1911). На дужностима: водник у Краљевој гарди (1898—1902), водник у 4. коњичком пуку (1904—1908), у Операцијском одељењу Главног генералштаба (1908—1909), ађутант Команданта дивизије (1909—1910), у генералштабном одсеку општевојног одељења Министарства војног (1911-12). Учествовао у Мајском преврату. У ратовима в. д. команданта и командант 2. коњичког пука (1913—1916), у Оперативном одељењу Врховне команде (1916), у штабу 1. српске добровољачке дивизије (1916-17), командант 2. коњичке бригаде у офанзиви 1918. После ратова командант 2. коњ. бригаде и командант Барањске посаде (Печуј, Мађарска), командант 2. коњичке дивизије, комесар Краљевске владе за разграничење са Мађарском, војни изасланик у Букурешту (1923—1927), командант 2. коњичке дивизије, инспектор коњице (1927), први ађутант краља (1935-36), инспектор коњице (1936), пензионисан по молби (1936). Члан УО Јасеница а. д. из Смедеревске паланке.
Синови коњичког дивизијског генерала Војина Чолак-Антића су:
- коњички мајор Илија Чолак-Антић
- коњички мајор Груја Чолак-Антић
- коњички потпуковник Петар Чолак-Антић.

#### Коњички мајор Илија В. Чолак-Антић (1905—1974)
Коњички мајор Илија В. Чолак-Антић рођен је у Београду 1905. а умро је у емиграцији у Баден-Виртенбергу у Немачкој 1974. Са супругом Надом Јанковић имао је једног сина Војина И. Чолак-Антића (1930- 2008). Његов син је Илија Чолак-Антић (1971)

#### Коњички мајор Грујица В. Чолак-Антић (1906—1967)
Коњички мајор Грујица Чолак-Антић, који је добио име по прадеди своје мајке Груји Илићу Коларцу, брату војводе Вула Илића Коларца, био је ожењен Јованком Маринковић, кћерком Драгутина Маринковића, унуком Јована Маринковића и Милице Прајзовић (чија је мајка од Жујовића), праунуком М. Маринковића касационог судије.
Има потомства. Његова кћер је Мара (1939). Њен син је Предраг (1971). Има потомства.

#### Коњички потпуковник Петар В. Чолак-Антић (1907—1964)
Коњички потпуковник Петар Чолак-Антић. Синови Бошко Чолак-Антић (1931) и Славко Чолак-Антић (1934-2011). Бошко има ћерку Тијану (1962), сина Војина (1965) и ћерку Јелену (1983). Тијана има сина Стевана Поповића (1997), а Војин сина Ивана (1994) и ћерку Милу (1997). Славко има сина Александра (1968).

### Вукићевићи
Јованка Чолак-Антић, кћерка пуковника Илије Чолак-Антића била је удата за Илију Вукићевића (1866-1899), књижевника, професора. Илија Вукићевић био је син судије Ивана Вукићевића и Софије, кћерке чиновника... Због очевог посла често су мењали градове по Србији, да би после очеве смрти живели у Београду где је Илија завршио природно-математички одсек Филозофског факултета. После студија као гимназијски професор предавао је француски језик, географију и математику у Врању, а касније у Другој мушкој београдској гимназији. Потом је као државни стипендиста продужио школовање у Женеви, где је изучавао француски језик и књижевност. 1895. године оженио се Јованком Чолак-Антић. Имали су једног сина Ивана Вукићевића. Нема потомства. Јованка Вукићевић, рођ. Чолак-Антић била је добровољна болничарка за време Првог светског рата у ком је умрла од тифуса.

## Потпуковник Лазар К. Чолак-Антић (1839—1877)
Потпуковник Лазар Чолак-Антић (Крушевац, 1839 - Београд 1877, сахрањен 23.09.1877), син Косте Чолак-Антића, био је командант српске војске у српско-турском рату 1876-1877. Командовао је у Јанковој клисури. Потпуковник Лазар Чолак-Антић у рату је добио прозеблине и запаљење, због чега није могао да спава, због чега је себи одузео живот у Крушевцу 30. септембра 1877.
Родио се у Крушевцу 1839. Са девет година живота остао је без оба родитеља. Завршио је основне и гимназијске науке. 1855. уписује Војну Академију. 1860. завршава Војну Академију. 1861. одлази као млади официр у Пруску ради усавршавања. 1863. враћа се из Пруске и две године се сам издржава. 1865. примљен је у државну службу као професор државне праксе, затим као артиљеријски поручник при Артиљеријској управи у Крагујевцу. 1867-1871. професор артиљерије при Војној Академији у Крагујевцу. Написао је војна дела: „Употреба артиљерије у пољу“, „Помоћна књига за артиљеријске официре“ и „Тактика“ од Периционија-превод с немачког језика, превео с једним другом. У то време предавао је Његовој светлости Књазу Милану артиљеријску тактику. Постаје редовни члан (прави члан одсека јестаственичког и математичарског од 24.01.1871) „Српског ученог друштва“. 1871. постављен је за управитеља лафетирања при Тополивници у Крагујевцу. 1874. добија први виши чин мајора и командом над чачанском бригадом. 1875. добија команду над крушевачком бригадом.
Непобеђени бранилац крушевачког округа са крушевачком бригадом. Одбранио је Вукању и Јанкову Клисуру, свету стазу војске Кнеза Лазара и оставио је неокаљану, непогажену, своме потомству и отаџбини. За ова заслужна дела у рату, награђен је чином потпуковника, одликован је: сребрном медаљом за храброст и таковским крстом за заслуге. 1877. маја месеца постављен је за команданта моравске дивизије. Рано је остао без супруге Јелисавете и деце. Остало му је само једно јединче кћи Милица. Због болести и несносних болова, а имајући у виду одговорност према отаџбини коју је изнад свега волео, одузео је себи живот 20.09.1877. у Крушевцу. Лазарев брат Илија и његова жена Јелена чували су Милицу која се касније удала за оснивача листа „ПОЛИТИКА“ Владислава Ф. Рибникара. (коришћени подаци из листа „српске новине“, бр.206, 225, из 1877., листа „српска зора“, бр.-свеска 10, из 1877. и листа „орао“ из 1877)
Потпуковник Лазар Чолак-Антић имао је са Јелисаветом Чолак-Антић кћерку јединицу Милицу удату Рибникар.

### Милица Рибникар рођ. Чолак-Антић
Милица Рибникар рођ. Чолак-Антић кћерка - јединица потпуковника Лазара и Јелисавете Чолак-Антић, била је удата за Владислава Ф. Рибникара из породице Рибникар, сина др Фрање Рибникара (словеначког порекла) и Милице Срнић из Костајнице (српског порекла), оснивача "Политике", који је као резервни капетан погинуо 1914. године, дан пошто му је погинуо брат Дарко Рибникар, такође резервни капетан.
После погибије браће Рибникар, 1914. године, Милица Рибникар, рођ. Чолак-Антић постала је стуб „Политике“. Лично се ангажовала на обнови „Политике“, после Првог светског рата. Регент Александар Карађорђевић је од Милице Рибникар, рођ. Чолак-Антић купио имање породице Рибникар на Дедињу, где ће касније бити подигнут Бели двор. Милица је распродала чак и лични накит само да би поново покренула „Политику“.
Владислав Ф. Рибникар и Милица Рибникар, рођ. Чолак-Антић имали су су кћерке Даницу и Јованку. Умрла је 19. априла 1940. у Француској.

#### Даница Михаиловић, рођ. Рибникар
Даница, кћерка Милице Рибникар рођ. Чолак-Антић, је у првом браку била удата Михаиловић и радила као новинар на женској страни „Политике“. У другом браку била је удата за Енглеза Џона Бенета, високог комесара Велике Британије на острву Барбадосу, где је трагично изгубила живот у мору.

#### Јованка (Веса) Цукић, рођ. Рибникар
Јованка кћерка Милице Рибникар рођ. Чолак-Антић, је била удата за Константина (Косту) Цукића, генералног секретара Југословенског краљевског посланства у Ватикану. По завршетку Другог светског рата боравила је 1954. године у Перуу и Израелу. Сахрањена је у Паризу са мајком Милком.

## Љубомир К. Чолак-Антић
Љубомир Чолак-Антић, син Косте Чолак-Антића у периоду 1882-1892. један од директора војног арсенала у Крагујевцу. Љубомир Чолак-Антић је у браку са Драгом имао кћерку Христину.

## Надрљански
Христина Чолак-Антић била је удата Надрљански.
Њен потомак је највероватније Богдан Гавански.
Војвода Чолак-Анта је у браку са другом женом Стојом имао једног сина коњичког поручника Павла Чолак-Антића, чији син је коњички пуковник Миливоје Чолак-Антић (1884-1944). Има потомства.
Чолак-Антино н1амлађе дете, из другог брака са Стојом, био је коњички поручник Павле Чолак-Антић. Коњички поручник Павле Чолак-Антић био је ожењен Јеленом Миловановић, учитељицом чији је брат био сликар Миловановић.
Коњички поручник Павле Чолак-Антић имао је троје деце Миливоја, Антонија и Милицу.
- Пуковник Миливоје Чолак-Антић.
- Антоније Анта Чолак-Антић.
- Милица Чолак-Антић, архитекта (пројектовала је зграду Прве београдске гимназије на Дорћолу) била је удата за Жарка Крстића, архитекту. Нема потомства.

## Коњички пуковник Миливоје Чолак-Антић (1884—1944)
Коњички пуковник Миливоје Чолак-Антић (1884-1944), одликован Карађорђевом звездом са мачевима и са два ордена Белог орла. Пошто је његов отац Павле био најмлађе дете, Миливоје, Чолак-Антин унук, био је млађи од Чолак-Антиних праунука по старијој грани.
Коњички пуковник Миливоје Чолак-Антић (1884-1944) погинуо је у бомбардовању Београда на други дан Ускрса 1944. године.
Коњички пуковник Миливоје Чолак-Антић (1884-1944) био је ожењен Јоаном (Ђованом) Газис (1892—1987) кћерком грчког хотелијера Јаниса Газиса, у чијем хотелу „Бела Венеција“ на Крфу је била смештена српска влада 1916-1917. Једна Јоанина сестра Августа Газис била је удата за др Милана Стојадиновића, будућег председника владе Краљевине Југославије, а друга сестра Сафиро Газис за професора Љубомира Казимировића, историчара.
Коњички пуковник Миливоје Чолак-Антић имао је са Јоаном Газис сина и кћерку. Има потомства.

## Антоније Чолак-Антић, (1890—1908), композитор
Рођен је у Крагујевцу 24. децембра 1890. Његов учитељ музике у гимназији Јосиф Маринковић запажа његов изузетни музички таленат. Затим се уписује у Српску музичку школу, где поред флауте и клавира, теоријске предмете учи код Стевана Мокрањца. Требало је да студира на конзерваторијуму у Минхену. Прерано је окончао живот 9. априла 1908. године у Београду. Његове композиције доказују нам велику музичку обдареност као и прерану зрелост.
Написао је: оркестарска, камерна, клавирска и вокална дела. Његов најбољи друг Слободан Ј. Јовановић (касније конзул у Сан Франциску), оставио је запис о Анти Чолак-Антићу..

## Милица Крстић, рођ. Чолак-Антић, (1887—1964)
Милица Чолак-Антић, архитекта, рођена је у Крагујевцу 9. септембра 1887. Технички факултет Велике школе завршила је у Београду 1906. Радила је у Министарству грађевина у Београду 1915-1941, где је напредовала у служби од подархитекте до инспектора. Пројектовала је и извела: Команду жандармерије, Светог Саве 14 (1931), Другу женску гимназију, Краљице Наталије 31 (1933), Прву мушку гимназију, Цара Душана 65 (1936), породичну вилу у Силвија Крањчевића 7 (1938). Умрла је у Београду 1964.
Милица Крстић рођ. Чолак-Антић била је удата за Жарка Крстића, архитекту.
Нема потомства.
Војвода Чолак-Анта је са супругом Јеленом имао и пет кћерки које су биле удате и имају потомство Јованку, Ану, Стевану, Јевдокију и Мару.
Јованка Чолак-Антић, кћерка војводе Чолак-Анте, удала се за П. Трпезића, чиновника. Трпезићи су пореклом из села Трпези код Берана, где је данас становништво искључиво исламске вероисповести. Петко Трпезић и Јованка Трпезић, рођ. Чолак-Антић имали су Софију, Лепосаву, Косту, Милоша и Милеву.

## Милош Трпезић (1839—1904), државни саветник
Милош Трпезић (1839-1904), син Јованке Чолак-Антић имао је са Анком Христић (1848-1891), кћерком Николе Христића, председника министарског савета, министра унутрашњих послова и праунуком господар Томе Вучића Перишића, сина Николу и кћерку Јулу.

### Никола М. Трпезић (1867—1928), касациони судија
Никола Трпезић је са Лепосавом Банковић (1878-1941) имао кћерку Ану.
Ана је била удата за београдског адвоката Александра Недељковића, сина оснивача Београдске опсерваторије и катедре за астрономију Милана Недељковића и Томаније Радаковић која је била дворска дама на двору Романових у царској Русији. Поред Александра имали су још две кћери Видосаву и Вукосаву које су умрле од шарлаха и дифтерије још као мале девојчице
Александар и Ана су имали три кћери: Радмилу, Ивану и Даницу-Данку Косовић

###### Милан С. Косовић
Милан С. Косовић и Саша С. Косовић су унуци Александра Саше Недељковића и Ане Н. Трпезић по њиховој најмлађој кћери Даници-Данки удатој за мр.пх. Слободана Косовића,
сина Милана Б. Косовића , поморског капетана и Софије рођене Адамовић из Вуковара.

### Гајеви
Јулијана Јула М. Трпезић била је удата за удату за Г. Гаја. Живели су у Загребу.

## Стојковићи
Софија Трпезић, кћерка П. Трпезића и Јованке Чолак-Антић, била је удата за Стојковића. Њихова деца су Ленка, Мата, Сретен, Персида, Милка и Стана.
- Персида Трпезић била је удата за М. Вучића. Њихова деца су Богољуб Вучић, Милица удата за В. Пековића и Софија удата за А. Борисављевића. Има потомства.
- Стана је била удата за М. Јоксића. Њихова деца су Миливој, Љубица, Косара, Нада и Јелена.

### Вукомановићи
Лепосава Трпезић, кћерка П. Трпезића и Јованке Чолак-Антић, била је удата прво за А. Вукомановића, са којим је имала сина Воју,

### Коларићи
Лепосава Трпезић, кћерка П. Трпезића и Јованке Чолак-Антић, из другог брака са С. Коларићем имала је сина Ивана.

### Наумовићи
Милева Трпезић, кћерка П. Трпезића и Јованке Чолак-Антић, била је удата за коњичког пуковника Јована Наумовића, сина Наума Крнара и Марице, првог ађутанта кнеза кнеза Александра Карађорђевића, касније окружног начелника.
Имали су синове Михаила, Воју и Мирка Наумовића и кћерку Марију Мацу.
- Генералштабни потпуковник Михаило Наумовић.
- Воја Наумовић.
- Мирко Наумовић је са Персидом имао Милеву и још двоје деце.
- Марија Маца била је удата за Ђ. Новаковића. Имали су Симу, Драгољуба ожењеног Анком, Милицу која је са Д. Ристићем имала сина Константина Коју и Јована.

### Генералштабни потпуковник Михаило Наумовић
Генералштабни потпуковник Михаило Наумовић, син коњичког пуковника Јована Наумовића и унук Наума Крнара и војводе Чолак-Анте, ађутант краља Александра Обреновића, учесник у завери, грешком завереника убијен у мајском преврату 29. маја 1903.
Потпуковник Михаило Наумовић је са Љубицом Ђурић, кћерком генерала Димитрија Ђурића (1838-1893) и Персиде Ђурић, рођ. Матић, кћерке министра просвете проф. др Димитрија Матића, имао три сина. Пошто је сестра Персиде Ђурић, рођ. Матић, Јелена Матић била удата за арт. потпуковника Илију Чолак-Антића, старија грана Чолак-Антића и Наумовићи су у двоструком сродству, преко сина и кћерке војводе Чолак-Анте и преко кћерки Димитрија Матића. Један брат Љубице Наумовић, рођ. Ђурић, Милан Ђурић био је официр, сестра Станислава је била удата за сан. пуковника др Романа Сондермајера, а друга, Спасенија за капетана Ђорђа Ристића.
Синови потпуковника Михаила Наумовића и Љубице Ђурић, потпоручник Александар Наумовић и потпоручник Боривоје Наумовић погинули су у Првом светском рату, а трећи син потпоручник Миливоје Наумовић, као четник у јединци војводе Вука, рањен је 17 пута. Миливоје Наумовић је касније дипломирао права у Паризу.
Има потомака.

#### Коњички капетан Александар М. Наумовић
Коњички капетан Александар Наумовић, син генералштабног потпуковника Михаила Наумовића погинуо је у Првом светском рату, 1915. код Врања.

#### Потпоручник Боривоје М. Наумовић
Потпоручник Боривоје Наумовић, син генералштабног потпуковника Михаила Наумовића погинуо је у Првом светском рату.

#### Рез. поручник Миливоје Наумовић
Рез. потпоручник Миливоје Наумовић, као четник у јединци војводе Вука, рањен је 17 пута. Миливоје Наумовић је касније дипломирао права у Паризу.
Има потомака.
Марија Чолак-Антић, кћерка војводе Чолак-Анте, удала се за М. Хаџића, трговца. Имали су кћерке Митру и Персиду.

## Марковићи
Митра Хаџић била је удата за И. Марковића. Њихова деца су Драга, Драгомир, Жика и Зорка удата за Д. Николића, чија су деца Милица и Светлана.

### Миловановићи
Персида Хаџић била је удата за Милана Миловановића, председника крушевачке општине. Имали су Косару, Ружицу и Љубицу. 
- Косара је била удата за Н. Радоњића.
- Ружица је била удата за Г. Јовановића. Њихова деца су Павле и Мила.
- Љубица је била удата за Вучка Вучковића, гвожђарског трговца. Њихова деца су проф. др Милош Вучковић, проф. Економског факултета у Београду, виши чиновник Народне банке, Драгица и Милан.

#### Петровићи
Чолак-Антина праунука Драгица Вучковић, кћерка Вучка Вучковића и Љубице Миловановић, кћерке Персиде Хаџић, чија је мајка Марија Чолак-Антић, била је удата за сан. пуковника Миливоја Петровића, праунука Хајдук-Вељка и војводе Милутина Петровић. Њихови синови су Вељко, Владета и Војин.

#### Гардијски капетан Вељко Петровић
Гардијски капетан Вељко Петровић, ожењен Анђелијом Мишић, кћерком војводе Живојина Мишића

#### Гардијски капетан Владета Петровић
Гардијски капетан Владета Петровић

#### Др Војин Петровић
Др Војин Петровић, стоматолог рез. сан. поручник, који је био код Драже Михаиловића. Има потомства.
Ана Чолак-Антић, кћерка војводе Чолак-Анте, удала се за И. Ђорђевића, судију. Имали су осморо деце, Антонија, Василија, Цветка, Костантина, Алексу, Соку, Катарину и Љубицу.

## Ђорђевићи
Синови И. Ђорђевића, судије и Ане Чолак-Антић.
- Антоније Ђорђевић.
- Василије Ђорђевић је са Катарином имао кћерку Зорку удату за В. Рајића.
- Цветко Ђорђевић је са Софијом имао десеторо деце, Селимира, Драгутина, Љубомира, Милана, Матеју ожењеног Даром, Катарину удату за П. Марића, Микицу удату за М. Марића, Даницу удату за Д. Димитријевића (деца Љубомир, Алекса, Влада, Љубинка), Ђуру који је са Лепосавом имао Бранислава и Светомира и Михаила који је са Никосавом имао Душана, Драгутина, Бранислава, Зорку, Радмилу и Вишеслава).
- Константин Коста Ђорђевић је са Милком имао Милицу, Милу и Влају који је са Милевом имао Драгоша и Константина.
- Алекса Ђорђевић је са Аном имао Тодора, Мацу и Андрију[21] који је са Милицом имао Богдана, Бошка, Ружу, Љубицу удату за М. Поповића (њихова деца Милош и Вукосава), Анђелију удату за Матерног (чешко презиме, њихова деца Иван и Дарко Матерни).

### Цветко И. Ђорђевић
Цветко Ђорђевић (рођен око 1832), син И. Ђорђевића, судије и Ане Чолак-Антић, научио је у Бечу Морзеову азбуку и деценијама радио као телеграфиста, био је руковатељ телеграфске станице у Пожаревцу.
Цветко је био ожењен Софијом, ћерком др Димитрија Капариса (1805—1875), општинског и војног лекара у Пожаревцу и другим местима. Др Димитрије Капарис је пореклом Грк из Епира, где је завршио медицину, у Србију је дошао 1837. и до 1844. је радио као војни лекар, хирург округа пожаревачког и физикус округа црноречког, од кнеза Милоша је добио чин поручника, умро је 23. јуна 1875. у Пожаревцу. Био је ожењен Катарином из банатске Беле Цркве која се школовала у Русији. Осим Софије имали су сина Теодора и ћерку Марију удату за Јеврема Петровића, унука Хајдук Вељковог брата војводе Милутина Петровића. Теодор је завршио медицину, умро је млад у Русији од сепсе добијене од посекотине при сецирању једног леша.
Цветко Ђорђевић и Софија имали су тринаесторо деце од којих су троје умрли веома рано, осталих десеторо су: Селимир, Драгутин, Љубомир, Милан, Димитрије - Мита ожењен Даром, Катарина удата за П. Марића, Милица удата за М. Марића, Даница удату за Добривоја Димитријевића пореског чиновника (деца Љубомир, Алекса, Влада, Љубинка), Ђурица - Ђура који је са Лепосавом имао Бранислава и Светомира, и Михаило који је са Никосавом имао Душана, Драгутина, Бранислава, Зорку, Радмилу и Вишеслава.

#### Димитрије Ц. Ђорђевић
Димитрије Ц. Ђорђевић, рођен је 1861. у Пожаревцу. Познат је као колумниста београдских новина. Потписивао се Дим. Ц. Ђ.

#### Др Селимир Ц. Ђорђевић (1866—1915) (управник Ваљевске болнице 1915)
др Селимир Ђорђевић је завршио Медицински факултет у Паризу, био је физикус Округа моравског у Јагодини (1902—1907) и потом физикус Округа ваљевског (1907—1915). Управљао је чувеном Ваљевском болницом током Првог светског рата када је у Ваљеву харала епидемија пегавог тифуса од које је умро и сам др Селимир Ђорђевић.

#### Велики жупан Ђурица Ц. Ђорђевић (1869—1933)
Рођен је 1869. у Пожаревцу, а умро 17. децембра 1933. у Лозници. Завршио је Правни факултет и био адвокат. Био је срески начелник у Неготину, Кучеву и Петровцу и окружни начелник у Крагујевцу, Шапцу, Ваљеву и Смедереву. Од 1925. до 1927. био је велики жупан у Штипу.

#### Мајор Драгутин Ц. Ђорђевић (1881—1914)
Драгутин Ц. Ђорђевић, звани Цета, рођен је 1881. у Голупцу. Завршио је Војну академију, у Балканским ратовима је био командир чете у 17. пешадијском пуку. У Првом светском рату је био командант батаљона у 5. пешадијском пуку „краља Милана“, Дринске дивизије 2. позива. Погинуо је на положају Еминове воде на планини Гучево 6. октобра 1914. Тада је био по чину пешадијски мајор. Имао је Споменице за учешће у балканским ратовима, Споменицу краља Петра I и Сребрну медаљу за храброст.

#### Марићи
Катарина Марић (1875-1964), кћерка Цветка Ђорђевића, унука Ане Чолак-Антић, иначе унука и др Димитрија Капариса, пореклом Грка, била је удата за мајора др Павла Марића (рођен 24. јуна 1863).

##### Мајор др Павле Марић (1863—1913)
Мајор др Павле Марић, зубар, ожењен Катарином Марић, рођ. Ђорђевић, као мајор погинуо је у Другом балканском рату, 25. јуна 1913. на Вратерници, код Зајечара. Њихова кћерка је академик Љубица Марић (1909-2003), композитор. Марићи су пореклом из крагујевачког краја, породично били су лекари.

##### Љубица Марић (композитор и сликар)
Љубица Марић, академик, композитор, сликар, писац и вајар, кћерка је Катарине Марић, рођ. Ц. Ђорђевић и др Павла Марића, зубара, који је као рез. сан. официр погинуо у Другом балканском рату, 1913, код Зајечара. Љубица Марић се сећала параде војника по повратку из рата, када је коњ њеног оца, уз звуке труба, продефиловао без свог јахача: Отуда снажна импресија звуком труба, чији ће се поклич јављати у њеним оркестарским делима.

#### Марићи
Милица (1880—1956) је била удата за др Димитрија Марића, лекара и санитетског официра. Имали су сина Љубивоја.

##### Сан. мајор др Димитрије Марић (1868—1915)
Димитрије Марић је рођен 31. јануара 1868. у Рајевом Селу у Славонији. Током Првог светског рата био је физикус Округа косовског у Приштини. Умро је 5. фебруара 1915. у Београду. Имали су сина Љубивоја.

### Алекса Ђорђевић
Алекса Ђорђевић, син И. Ђорђевића, судије и Ане Чолак-Антић, је са Аном имао Тодора, Мацу и Андрију који је са Милицом имао Богдана, Бошка, Ружу, Љубицу удату за М. Поповића (њихова деца Милош и Вукосава), Анђелију удату за Матерног (чешко презиме, њихова деца Иван и Дарко Матерни).

#### Матерни
Анђелија Ђорђевић, кћерка Алексе Ђорђевића, унука Ане Чолак-Антић, била је удата за др Миленка Матерног (1875–1929), лекара, једног од првих српских педијатара, оснивача секције за дечју медицину, учесник у Балканском и Првом светском рату, именованог за педијатра престолонаследника Петра. Имали су синове Ивана и Дарка Матерног. Унук Миленко Матерни помогао је постављање плоче на кућу свог деде др Миленка
Матерног, на углу Хиландарске и Јелене Ћетковић, 2007. године.

### Пантелићи
Сока, кћерка И. Ђорђевића и Ане Чолак-Антић, имала је са М. Пантелићем Персиду и Влајка Пантелића.

### Шапонићи
Катарина, кћерка И. Ђорђевића и Ане Чолак-Антић, имала је са В. Шапонићем Илију, Мику, Полексију Полку и Јулијану Јулку.
- Илија Шапонић је са Даницом имао Катарину.
- Мика Шапонић је са Зорком имао Љубомира, Славка, Јеврема Јешу, Владимира, Десанку Десу и Дару.
- Полексија је са Ј. Терзићем имала Ђорђа, Сретена, Даринку, Јелисавету, Милорада, Бисенију Бису и Виду која је са Б. Новаковићем имала Марка, чији син је Станиша[29]
- Јулијана је са К. Богдановићем имала Виду, Владу, Вељка и Веру удату за П. Николића.

### Лутмани
Љубица, кћерка И. Ђорђевића и Ане Чолак-Антић, имала је са инжењером Јосифом Лутманом чиновником Министарства грађевина Милана, Ангелину, Олгу и Нату.
- Милан Лутман.
- Ангелина је била удата за М. Јовановића.
- Олга је са П. Нешићем имала Јованку, Љубомира, Ружицу и Живорада.
- Ната је са Б. Марковићем имала Мирка и Богдана.

Стевана Чолак-Антић, кћерка војводе Чолак-Анте, два пута се удавала, први пут за Јована, трговца, а други пут за Ј. Костића, такође трговца.
У првом браку са Јованом имала је сина Михаила који је са Илинком имао кћерке Катарину и Христину удату за Н. Живадиновића.

## Костићи
Ј. Костић и Стевана Чолак-Антић имали су три сина Живка, Симу и Светозара.
- Живко Костић је са Јованком имао Константина Коју који је са Дарином имао Милана и Јованку, Драгослава Костића ожењеног Драгом, и кћерке Даницу удату за Ж. Дачића, Нату удату за М. Адамовића и Јелену која је са М. Радовановићем имала Јованку, Живка и Ружу.
- Сима Костић је са Лепосавом имао Мирка, Миодрага, Даницу удату за Б. Прокића, Косару која је са Љубомиром Живковићем имала Божидара, Лепосаву, Милицу и Мирослава, Зорку која је са Д. Јездићем имала Лепосаву и Радмилу.
- Светозар Костић је са Лепосавом имао сина Стевана и кћерку Зору која је са М. Васићем имала Светозара, Јелену, Бранислава и Божидара.

Јевдокија Чолак-Антић, кћерка војводе Чолак-Анте, два пута се удавала, први пут за Боју, трговца, а други пут за Н. Стефановића, официра.
Јевдокија Чолак-Антић у првом браку са Бојом, трговцем имала је сина Петра и кћерке Петру и Стаку. 
- Стака је са Нов. Ђурићем имала две кћерке - Јелену Ленку која је са Б. Мутавџићем имала Мику, Вукосаву, Марију и Раду (која је са М. Ђорђевићем имала Јелену и Бошка), и Мацу која је са Ј. Илићем имала Владу, Босиљку, Јелену и Николу.
- Петра је са Р. Лепојевићем имала две кћерке Косару чија деца су Богољуб, Бисенија, Ангелина, Лела, Драга и Милош, као и Даницу која је имала кћерку Драгу.

## Мутавџићи
Стака, кћерка Јевдокије Чолак-Антић, кћерке војводе Чолак-Анте је са Нов. Ђурићем имала кћерке Јелену и Мацу. Јелена Ђурић се удала за Божидара Мутавџића, београдског адвоката. Имали су четири кћерке (Мику, Вукосаву, Марију и Раду).

### Ђорђевићи
Радојка - Рада Ђорђевић, рођ. Мутавџић, праунука војводе Чолак-Анте, била је (од 1908) удата за артиљеријског бригадног генерала Милана А. Ђорђевића (1881-1941), сина пешадијског мајора А. Ђорђевића. Имали су Бошка и Јелицу која се 1933. удала за ваздухопловног поручника Драгишу Ђ. Ракића

## Стефановићи
Јевдокија Чолак-Антић је у другом браку са Н. Стефановићем, официром имала синове Христифора и Станислава и кћерке Катарину и Станиславу.
Чолак-Антићи су у сродству са кнезовима Рашковићима, породицом војводе Вула Хаџића који је погинуо у Херцеговачком устанку 1875, Грујићима, породицом генерала Саве Грујића, унука војводе Вула Коларца, у двоструком сродству са Наумовићима од Наума Крнара, Карађорђевог секретара, Петровићима од војводе Милутина Петровића и Хајдук Вељка Петровића, Ђурићима од генерала Димитрија Ђурића, Лозанићима, породицом Симе Лозанића, породицом Владимира Јовановића, министра правде и Слободана Јовановића, Куманудијима, Караматама, Гавански, а од страних породица са шкотском породицом Мејтленд, наслендим поглаварима истоименог братства, ерловима од Лодердејла.
- Списак знаменитих личности Првог српског устанка
- Списак најистакнутијих српских породица у Кнежевини и Краљевини Србији
- Чолак Анта Симеоновић

1. ↑  Константин Ненадовић, Живот и дела Карађорђа и његови војвода и јунака, 2, Беч (1884). стр. 715.
2. 1 2  Константин Ненадовић, Живот и дела Карађорђа и његови војвода и јунака, 2, Беч (1884). стр. 716.
3. ↑  "... а доцније (23. фебруара 1835 No б32) добио је 140 талира пенсије, и живео је нешто у Крушевцу, а нешто у Крагујевцу где је и умро 1853". Вид. Милан Ђ. Милићевић, Поменик знаменитих људи у српског народа новијег доба, Београд 1888. (репринт 1979). стр. 829-830. У монографији „Крагујевачка гробља": „Антоније Симеоновић, познат као ВОЈВОДА ЧОЛАК-АНТА, умро је у Крагујевцу 23. августа 1853. По њему се његови потомци презивају Чолак-Антић."
4. ↑  Аџићи (20 к., св. Јован). Аџићи су стара породица. Старином су из Метохије или са Косова, па се после пропасти, негде крајем XIV или око почетка XV века, отселили у Зету; из Зете се отселили у Косијере у Катунској нахији (окр. цетињски). Ту један део остане где их има и данас, а други оду у Далмацију и живели су у Книну. У Книну им није било добро и крену се на југ да траже боље место. Дођу у Бањане и настане се под Тупан (село у Бањанима). Одатле су издизали на Недајно у Пивској Планини. Звали су се Зечевићи и сви су славили прво Вел. Госпођу, а затим Малу Госпођу, што и данас славе сви Косијери. На Недајном, у катуну, остали су да. зимују и стално да живе два брата Зечевића: Бора, који је био добар човек, и Кривача, који је био зао и рђав човек. Народ је хтео да убије Кривачу, који је био као неки старешина у катуну. Овај потури брата Бору и народ га стави под гомилу. Тада се Мара, Борина удовица, са децом и Кривача отселе са Недајнога у Жупу и Кривача добије за насеље Лисину, а Мара заселак Коваче код Стабна. Од овога Криваче су, по предању, сви Аџићи, тако прозвани по неком претку аџији; а од Борине удовице Маре су: Радојичићи, Тијанићи, Туфегџићи и Кандићи. Сви су стару славу напустили и примили општу пивску славу св. Јована. Њихово досељење у Пиву могло је бити пре једно 230 до 260 година. Једни Аџићи су се отселили у Србију и од њих су Демировићи. Вид. Светозар Томић, Пива и Пивљани, Посебан отисак из Српског етнографског зборника књ. LIX Насеља и порекло становништва књ. 31 (Примљено на I скупу Академије филозофских наука и Академије друштвених наука 9. априла 1946 год, Београд 2001.
5. ↑  Константин Н. Ненадовић, Живот и дела великог Ђорђа Петровића Кара-Ђорђа врховног вожда, ослободиоца и владара Србије и живот његови војвода и јунака, Беч, штампарија Јована Н. Вернаја, (1883). стр. 686, 725. Постоји детаљан родослов Чолак-Антића из 1905.
6. ↑  Вид. Српска зора, 1876 pp. 214, Орао, (1877). стр. 97 и 98. и Народна енциклопедија
7. ↑  Милан Јовановић Стојимировић, Силуете старог Београда, Београд (2008). стр. 658. Владимир Јовановић, Успомене, Београд 1988
8. ↑  Родом Пољаци, али срцем Срби („Вечерње новости“, 25. август 2013)
9. ↑  „Маршал против новинара („Политикин Забавник”, број 2795, 2007. године)”. Архивирано из оригинала 07. 09. 2012. г. Приступљено 07. 09. 2012.
10. ↑  Вид.„Прави двобој“, Политика 17. март (1905). стр. 2. Може се видети на сајту Народне библиотеке у Београду
11. ↑  Константин Н. Ненадовић, Живот и дела великог Ђорђа Петровића Кара-Ђорђа врховног вожда, ослободиоца и владара Србије и живот његови војвода и јунака, Беч, штампарија Јована Н. Вернаја, (1883). стр. 715. Биографију коњичко дивизијског генерала Војина Чолак Антића вид. М. Бјелајац, Генерала и адмирали Краљевине Југославије 1918-1941, Београд (2004). стр. 136.
12. ↑  Бошко и Војин Чолак-Антић синови су потпуковника Илије Чолак-Антића, а унуци Димитрија Матића, министра. Старија грана Чолак-Антића по женској линији води порекло и од кнезова Рашковића, односно сестре кнеза Максима Рашковића
13. ↑  Вид. М. Бјелајац, Генерали и адмирали војске Краљевине Југославије, Београд (2004). стр. 135-136.
14. ↑  "Политика", 22. април 1940
15. ↑  "Политика", 23. април 1940
16. ↑  Феликс Каниц, ’’Србија-земља и становништво”, Београд 1986. прва књига. стр. 312
17. ↑  „- 31k”. Архивирано из оригинала 20. 05. 2009. г. Приступљено 14. 05. 2009.
18. ↑  Вид. Слободан Ј. Јовановић, Анта Чолак-Антић, у: Споменица Слободана Ј. Јовановића, СКЗ, Београд 1935, 37-38
19. ↑  Преузето са сајта „историјат зграде електротехничке школе Никола Тесла"
20. ↑  Највероватније Петко Трпезић, именован је Јулы 10/22, 1839 за Супервизора од главних Војна Арсенал у Крагујевцу.
21. ↑  Највероватније проф. др Андра Ђорђевић, министар. Милан Јовановић Стојимировић, Силуете старог Београда, Београд (2008). стр. 668.
22. 1 2  Милорад Радојчић: Др Селимир Ђорђевић (1866-1915). стр. 33-36, у „Гласнику“, број 40, Историјски архив Ваљево, 2006. године.
23. ↑  Милан Јовановић Стојимировић, Силуете старог Београда, Београд (2008). стр. 669.
24. ↑  Умро Ђурица Ц. Ђорђевић, велики жупан у пензији („Политика“, 18. децембар 1933) Архивирано на веб-сајту  (4. јун 2012), Приступљено 30. 4. 2013.
25. ↑  Милорад Радојчић: Др Селимир Ђорђевић (1866-1915). стр. 38-39.
26. ↑  Борислав Чичовачки, Биографија Љубице Марић, http://www.ljubicamaric.com/index.php/sr/biogradija-meni Архивирано на веб-сајту  (4. април 2010)
27. 1 2  Милорад Радојчић: Др Селимир Ђорђевић (1866-1915). стр. 39.
28. ↑  Вид. спомен плочу на кући Миленка Матерног на углу Хиландарске и Јелене Ћетковић и чланак о постављању плоче у Политици од понедељка, 20. августа 2007.
29. ↑  Милорад Ј. Терзић и Сретен Ј. Терзић, извесно генерали (геодетски генерал Милорад Ј. Терзић и артиљеријски бригадни генерал Сретен Ј. Терзић. Вид. М. Бјелајац, Генерали и адмирали војске Краљевине Југославије, Београд (2004). стр. 288-289.
30. ↑  Инжењер Јосиф Лутман, претплатник Виле
31. ↑  Вид. М. Бјелајац, Генерали и адмирали војске Краљевине Југославије, Београд (2004). стр. 149.
32. ↑  бившим наследним члановима горњег дома британског парламента (вид. Википедију на енглеском)